# GNOME Do
GNOME Do ( Muitas vezes referido como Do ) é um Lançador de Aplicações, grátis e de código aberto criado para originalmente para Linux por David Siegel, e mantido actualmente por Alex Launi. Como outros Lançadores de Aplicações permite ao utilizador procurar aplicações e arquivos.
Apesar de ter sido desenhado principalmente para o GNOME funciona também em outros Desktop Enviroments, tais como o KDE.
O Gnome Do foi inicialmente inspirado no Quicksilver para Mac OS X, e GNOME Launch Box.

## Docky

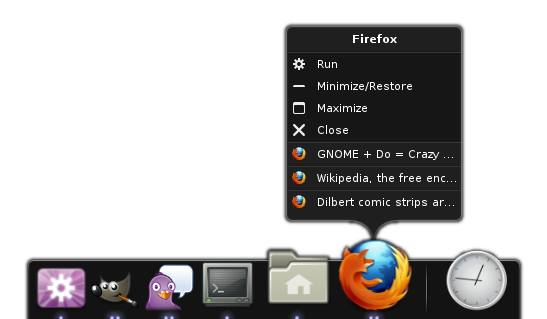
GNOME Do com a interface Docky

Docky é um tema para o GNOME Do que se comporta muito como a dock do Mac OS X. Ao contrário da Dock tradicional do GNOME Do a Docky permite ao Utilizador escolher um de três modos para se ocultar:
- Nenhum - A Docky está sempre presente
- Autohide - A Docky está normalmente escondida, e é apresentada quando o rato alcança a barra (invisível) da Docky no topo ou inferior do ecrã
- Intellihide - A Docky oculta-se se estiver a sobrepôr-se a alguma Janela Activa, mas pode ser alcançada da forma descrita acima

As funcionalidades normais do GNOME Do continuam presentes, e as teclas predefenidas do Gnome Do continuam operacionais.
Docky 2 is a separate application from GNOME Do. Integration with GNOME Do is planned for Docky 2. é uma aplicação separada do GNOME Do e a sua integração com este está para ser implementada em breve.

## Ver Também
- GNOME
- Dock (informática)
- Lançadores de Aplicativos
- Mono (projeto)